# Custódia
Custódia est une municipalité brésilienne située dans l'État du Pernambouc.